# Бондаренково (Алушта)
Бондаре́нково (до 1948 года Караба́х; укр. Бондаренкове, крымскотат. Qarabağ, Къарабагъ) — небольшой посёлок, расположенный на южном берегу Крыма. Входит в Городской округ Алушта Республики Крым (согласно административно-территориальному делению Украины — в составе Маломаякского сельского совета Алуштинского горсовета Автономной Республики Крым).

## Население
| 2001 | 2014 |
| ---- | ---- |
| 16   | ↗30  |

Всеукраинская перепись 2001 года показала следующее распределение по носителям языка:
| Язык       | Число жит. | Процент |
| ---------- | ---------- | ------- |
| русский    | 13         | 81,25   |
| украинский | 3          | 18,75   |

### Динамика численности
| - 1864 год — 14 чел. - 1926 год — 11 чел. - 1939 год — 110 чел. - 1989 год — 15 чел. | - 2001 год — 16 чел. - 2009 год — 13 чел. - 2014 год — 30 чел. |

## Современное состояние
На 2018 год в Бондаренково числится 4 улицы; на 2009 год, по данным сельсовета, село занимало площадь 63 гектара на которой, в 7 дворах, проживало 13 человек.

## География
Посёлок расположен в южной части территории округа, на берегу Чёрного моря, у впадения в море безымянного ручья. Находится примерно в 11 километрах от Алушты, ближайшая железнодорожная станция — Симферополь-Пассажирский — около 59 километров, высота центра села над уровнем моря 7 м. Соседние населённые пункты: в полукилометре западнее Малый Маяк, севернее, по берегу моря, Чайка и километре на юг — Утёс. Транспортное сообщение осуществляется по региональной автодороге 35Н-033 Малый Маяк — Бондаренково (по украинской классификации — С-01-0107).

## История

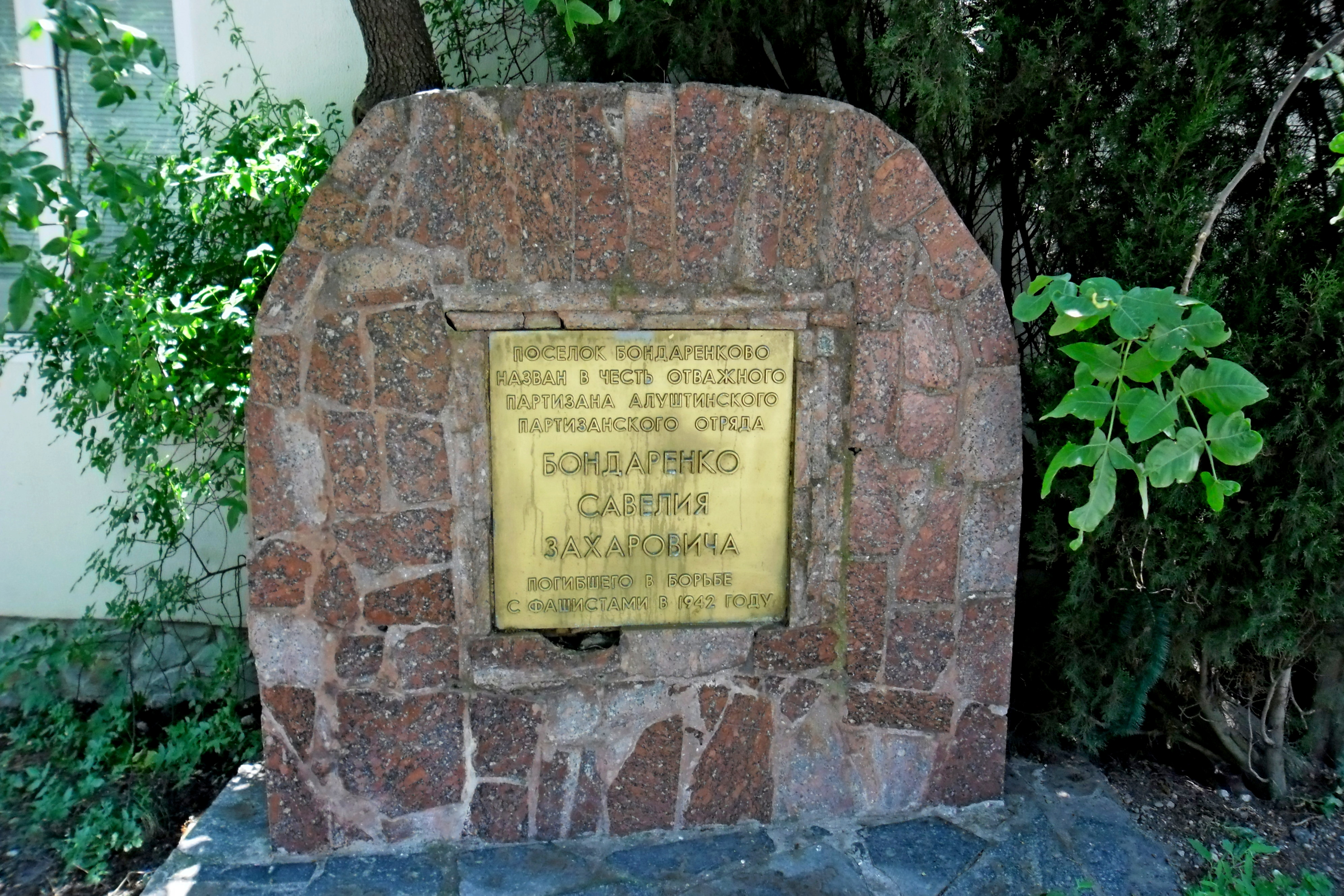
Памятный знак в честь партизана С. В. Бондаренко

Известно, что имение Карабах было приобретено Петром Кёппеном около 1827 года. Академик часто жил в нём, подолгу в 1829—1834 и 1860—1864 годы, здесь умер и похоронен тут же на семейном кладбище.

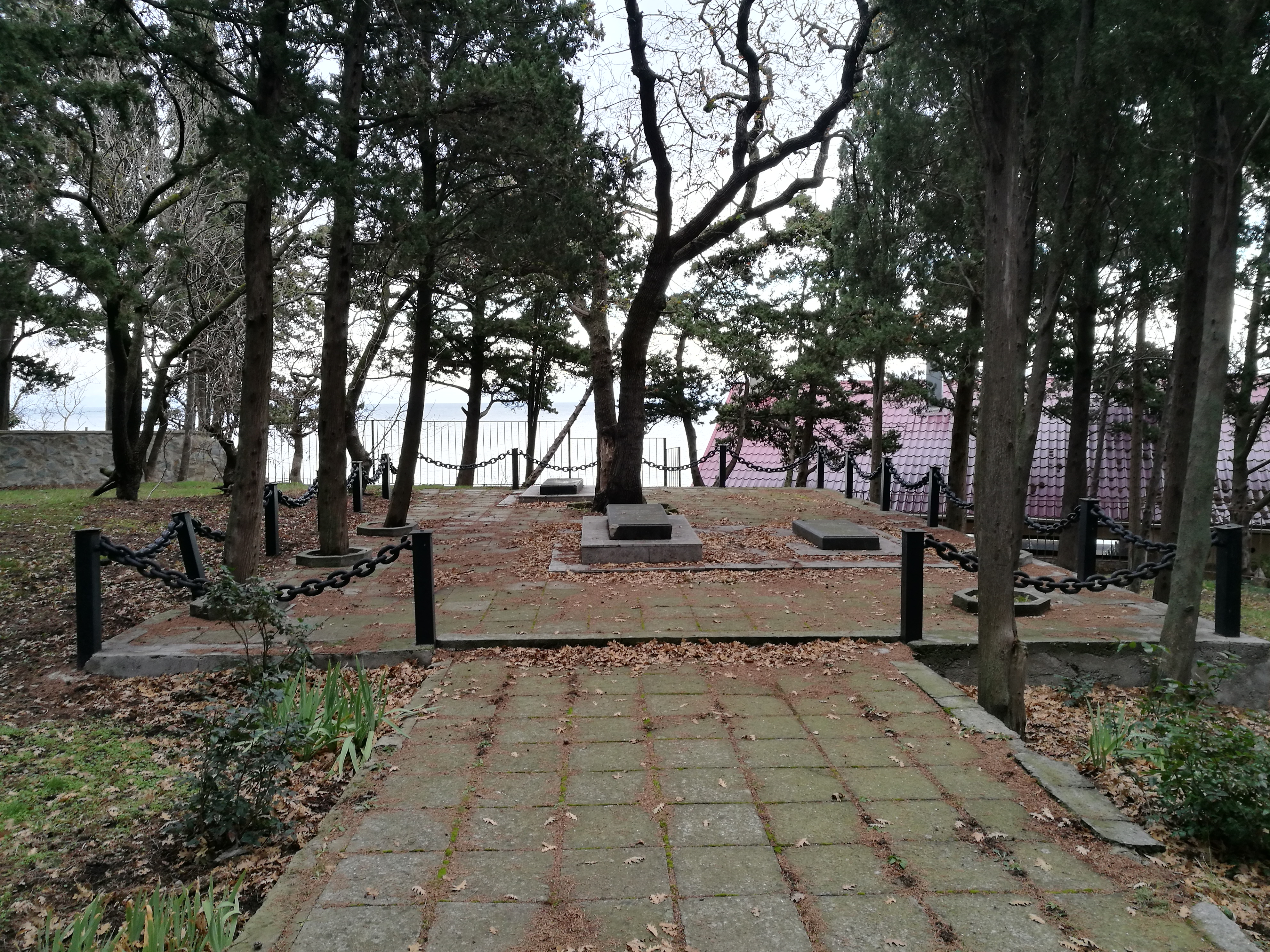
Могилы академика П. И. Кеппена и членов его семьи

Впервые, условным знаком «малая деревня» — менее 5 дворов, Карабаг обозначен на карте 1842 года на территории Алуштинской волости Ялтинского уезда. Могила академика П. И. Кеппена — объект культурного наследия
В 1860-х годах, после земской реформы Александра II, деревня осталась в составе Алуштинской волости. Согласно «Списку населённых мест Таврической губернии по сведениям 1864 года», составленному по результатам VIII ревизии 1864 года, Карабаг — впадельческая дача, с 8 дворами и 14 жителями на берегу моря. На трёхверстовой карте 1865—1876 года Кагабаг обозначен, как незначителный населённый пункт. Как частная дача, Карабах в дореволюционных статучётах не значился, встречается, без указания числа жителей, только на верстовой карте 1890 года.
После установления в Крыму Советской власти, по постановлению Крымревкома от 8 января 1921 года была упразднена волостная система и село подчинили Ялтинскому району Ялтинского уезда. В 1922 году уезды получили название округов, из Ялтинского был выделен Алуштинский район, а, декретом ВЦИК от 4 сентября 1924 года Алуштинский район был упразднён и село вновь присоединили к Ялтинскому. Согласно Списку населённых пунктов Крымской АССР по Всесоюзной переписи 17 декабря 1926 года, в хуторе Карабах, Биюк-Ламбатского сельсовета Ялтинского района, числилось 3 двора, все крестьянские, население составляло 11 человек, из них 6 крымских татар, 4 русских и 1 немец. На 1928 год, согласно Атласу СССР 1928 года, село входило в Карасубазарский район. Постановлением ВЦИК от 30 октября 1930 года был образован Алуштинский татарский национальный район (по другим данным — в 1937 году), село включили в его состав. По данным всесоюзная перепись населения 1939 года в селе проживало 110 человек.
С 25 июня 1946 года Карабах в составе Крымской области РСФСР. Указом Президиума Верховного Совета РСФСР от 18 мая 1948 года, Карабах переименовали в Бондаренково — в честь партизана Южного соединения, политрука Алуштинского партизанского отряда, С. З. Бондаренко. 26 апреля 1954 года Крымская область была передана из состава РСФСР в состав УССР. 1 января 1965 года, указом Президиума ВС УССР «О внесении изменений в административное районирование УССР — по Крымской области», Алуштинский район был преобразован в Алуштинский горсовет и посёлок также включили в его состав. Время включения в состав Партенитского поссовета пока не установлено: на 15 июня 1960 года село было в составе Маломаякского, на 1968 год — уже в Партенитском поссовете. С 12 февраля 1991 года селение в восстановленной Крымской АССР, 26 февраля 1992 года переименованной в Автономную Республику Крым. С мая 2009 года посёлок вновь передан в состав Маломаякского сельского совета. С 21 марта 2014 года Бондаренково — в составе Республики Крым России, с 5 июня 2014 года — в Городском округе Алушта.